# Henri Bordet
Henri Bordet, né le 6 septembre 1820 à Veuxhaulles-sur-Aube (Côte-d'Or) et mort le 2 mai 1889 à Veuxhaulles-sur-Aube, est un homme politique français.

## Biographie
Conseiller général du canton de Montigny-sur-Aube en 1848, il est entre 1852 et 1870 auditeur puis maître des requêtes au Conseil d’État. Il est député de la Côte-d'Or de 1876 à 1877, inscrit au groupe bonapartiste de l'Appel au peuple. 

## Sources
- Ressources relatives à la vie publique :   - base Léonore
  - Base Sycomore
- « Henri Bordet », dans Adolphe Robert et Gaston Cougny, Dictionnaire des parlementaires français, Edgar Bourloton, 1889-1891 [détail de l’édition]